# Daimler-Motoren-Gesellschaft
Nota: Este artigo é sobre a empresa fundada por Gottlieb Daimler e Wilhelm Maybach em 1890. Para os dois descendentes diretos desta empresa, veja Daimler-Benz (e seu sucessor, Daimler AG) e Austro-Daimler. Para a marca Daimler e seu proprietário, a fabricante britânica de automóveis Daimler Company Limited, veja Daimler Company. Para outros usos do nome derivado do engenheiro e inventor alemão Gottlieb Daimler, veja Daimler.
Daimler-Motoren-Gesellschaft (DMG) foi uma empresa de engenharia alemã e posteriormente fabricante de automóveis, em operação de 1890 até 1926. Fundada por Gottlieb Daimler e Wilhelm Maybach, sua base inicialmente era localizada em Cannstatt (hoje Bad Cannstatt, um distrito da cidade de Stuttgart). Daimler morreu em 1900, e sua empresa foi movida em 1903 para Stuttgart-Untertürkheim depois que a fábrica original foi destruída pelo fogo, e posteriormente para Berlim em 1922. Outras fábricas foram localizadas em Marienfelde (perto de Berlim) e Sindelfingen (ao lado de Stuttgart).
A empresa começou a produzir motores a gasolina e o primeiro carro Daimler, um modelo singularmente deselegante, surgiu em 1892, seguido por outro de dois cilindros em 1895 e, em 1897, o primeiro modelo com motor dianteiro da DMG, um veículo aberto de quatro lugares com motor Phönix. Após o sucesso de um pequeno número de carros de corrida construídos sob contrato por Wilhelm Maybach para Emil Jellinek, ela começou a produzir carros do modelo Mercedes em 1901 — a adoção do nome "Mercedes" para os carros da empresa ajudou a evitar problemas legais porque depois da morte de Daimler em 1900, a DMG decidiu vender o nome registrado "Daimler". Depois disso, a produção automobilística se expandiu para se tornar o principal produto da DMG, que construiu vários modelos.
Por causa da crise econômica alemã pós-Primeira Guerra Mundial, a DMG fundiu-se em 1926 com a Benz & Cie., Tornando-se a Daimler-Benz e adotando a Mercedes-Benz como marca registrada de automóveis. Uma outra fusão ocorreu em 1998 com a Chrysler e se tornou a DaimlerChrysler. O nome foi alterado para apenas Daimler AG em 2007, quando a Chrysler foi vendida.